# Rhabdomastix nuttingi
Rhabdomastix nuttingi là một loài ruồi trong họ Limoniidae. Chúng phân bố ở miền Tân bắc.